# Смертежери
Смертеже́ри (англ. Death Eaters) — спілка темних чаклунів у книжках Дж. К. Ролінґ про Гаррі Поттера.

## Діяльність
Цю спілку створив Том Реддл (Лорд Волдеморт). У неї входили однодумці Волдеморта, здебільшого учні гуртожитку Слизерин школи Гоґвортс.
Волдеморт був цілковитим лідером установи: саме він надавав всі накази смертежерам, після свого відродження карав тих, що не були вірними йому. Жорстоко контролював дії смертежерів. Том Реддл ніколи не потребував друзів, а особливо після створення горокраксів. Проте деяких смертежерів він цінував більше за інших (Белатриса Лестранж, Луціус Мелфой, Северус Снейп).
Штаб-квартира організації розташувалася в маєтку Мелфоїв.
Головною ідеєю Волдеморта була чистота крові. Тому, перш за все, смертежери знищували маґлонароджених, знущалися з маґлів. Після оголошення Першої війни, Волдеморт почав знищувати всіх чаклунів, що не були згодні з його поглядами. Наводили панічний страх на всіх мешканців Великої Британії. Широко використовували заборонені закляття: Круціатус, Авада Кедавра та Імперіус.
Волдеморт, що був одним із найкращих учнів Гоґвортсу та проявив себе як вдалий лідер установи темних чаклунів, вважався найжахливішим чаклуном магічного світу (сильнішим за нього визнавали лише Албуса Дамблдора). Ні Міністерство магії із загоном аврорів, ні Орден Фенікса не змогли знищити смертежерів. Установа перестала існувати на деякий час, коли Волдеморт втратив свою силу після сутички із Поттерами. Більшість смертежерів довели Міністерству магії, що непричетні до справ Волдеморта або що перебували під дією заклять. Решта, що бажали залишитись вірними своєму Лордові, перебували ув'язнення в Азкабані (наприклад, Белатриса Лестранж).
Коли за допомогою Пітера Петіґру Волдемортові вдалося відновити свої сили, він знову зібрав смертежерів. Влаштував масову втечу із Азкабану, приєднав до себе дементорів, вовкулаків та деяких велетнів (що не вдалося зробити Орденові Фенікса). Смертежери (серед яких був Луціус Мелфой) влаштували показове знущання з родини маґлів під час Кубка світу з квідичу.
Щоб отримати пророцтво Сивіли Трелоні для Волдеморта, смертежери контролювали за допомогою закляття Круціатус члена Ордену фенікса Стержиса Падмора. Пізніше провели битву у Відділі Таємниць Міністерства магії (загалом невдалу для смертежерів — загинуло 10 смертежерів, а Орден Фенікса втратив Сіріуса Блека).
Дії смертежерів під час Другої війни викликали ще більший жах серед населення Великої Британії. Поновилися вбивства маґлів (зокрема, знищення мосту). Чаклуни почали зникати безвісти (наприклад, Олівандер — майстер чарівних паличок із алеї Діаґон). Учні Гоґвортсу, єдиного надійного місця в усій Великій Британії, не могли надалі відчувати себе в безпеці, навіть під охороною аврорів, тим більше після того, як Волдемортові вдалося усунути Албуса Дамблдора, оскільки навіть серед учнів школи перебували смертежери.
Смертежерам вдалося контролювати Міністерство магії. Проте вони програли головну битву — битву за Гоґвортс, під час якої було вбито Волдеморта, а отже, установа не могла продовжувати існування.

## Ідеологія
Головна ідея — чистота крові. Домагалися повного знищення нечистокровних чаклунів, боролися за те, щоб чистокровні родини повністю правили чаклунським світом. У результаті хотіли підпорядкувати своїм правилам соціум маґлів.
Знищували також чистокровних чаклунів, що не були згідні із їхніми поглядами, оскільки головною метою Волдеморта було встановити повний контроль над світом (наприклад, Сіріус Блек). Натомість напівкровні чаклуни можуть стати смертежерами (сам Волдеморт був напівмаґлом, проте виправдовував своє походження зв'язком із Салазаром Слизерином).

## Чорна мітка

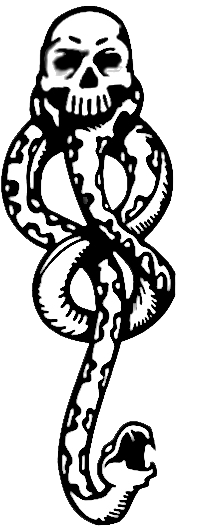
Чорна мітка

Чорна мітка — магічний знак Волдеморта. Виглядає як череп, із рота якого виповзає змія. Символізує зв'язок Волдеморта із Салазаром Слизерином.
Чорну мітку мав кожен смертежер (на передпліччі лівої руки). Їх створює особисто Волдеморт. Служить як для упізнавання один одним смертежерів, так і для зв'язку із Волдемортом (коли Волдеморт відновив сили, смертежери дізнались про це завдяки чорним міткам). Вона також слугує для викликання Темного Лорда (Волдеморта або Тома Ярволода Редла). Мітка може перебувати в активному стані (тоді стає чорною) або пасивному стані (бліда).
Також Чорну мітку виставляли в повітрі над місцем, де було вбито чаклуна.
Чорна мітка викликається закляттям Морсмордре.

## Смертежери та злочини, що вони спричинили
| Смертежер                     | Злочини |
| ----------------------------- | --- |
| Ейвері                        | Після того, як Волдеморт втратив свої сили, стверджував, що перебував під дією закляття Імперіус, за що був покараний Волдемортом після його повернення. Брав участь у бійці у Відділі Таємниць Міністерства магії. |
| Реґулус Блек                  | Допоміг Волдемортові у створенні, але потім сам намагався знищити (горокрас - медальйон) горокраксів |
| Барті Кравч молодший          | Брав участь у катуванні Лонґботомів за допомогою закляття «Круціатус». Втік із Азкабану не без допомоги батька, працівника Міністерства магії, перетворившись на свою матір за допомогою багатозільної настійки. Виставив чорну мітку під час Кубку світу з квідичу, пізніше проникнув у Гоґвортс під виглядом Дикозора Муді. Вбив батька, Барті Кравча Старшого. Використав закляття «Імперіус» проти Віктора Крума, «Круціатус» — Седріка Дігорі та напав на Флер Делякур.                                                                 |
| Антонін Долохов               | Брав участь у вбивстві Ґідеона та Фабіана Преветів. Катував безліч маґлів та противників Волдеморта. Чотирнадцять років перебував у в'язниці Азкабан, потім повернувся до смертежерів. Серйозно поранив невідомими закляттями Герміону Ґрейнджер та Аластора (Дикозора) Муді під час битви у Відділі таємниць в Міністерстві магії. Вбив Ремуса Люпина під час битви за Гоґвортс. |
| Ґойл-старший                  | Батько Ґреґорі Ґойла. Допоміг Волдемортові відновити сили. |
| Фенрір Ґрейбек                | Відомий як найжорстокіший вовкулака. Нападає на дітей. Інфікував Ремуса Люпина; покалічив Білла Візлі. Брав участь у битві за Гоґвортс. |
| Ігор Каркароф                 | Вбивав маґлів |
| Белатриса Лестранж            | Керувала катуванням Лонґботомів за допомогою забороненого закляття Круціатус, які збожеволіли після цього. Повернулася до Волдеморта після чотирнадцятирічного перебування в Азкабані. Поранила Невіла Лонґботома, Німфадору Тонкс та вбила Сіріуса Блека під час битви у Відділі таємниць Міністерства магії. Катувала Герміону Ґрейнджер та Бакбика. Вбила Німфадору Тонкс та провела спробу вбивства Джіні Візлі під час битви за Гоґвортс. Вбила Добі, кинувши в нього кинджал, коли той роз'являвся, аби врятувати Гарі та його друзів. |
| Рудольфус і Рабастан Лестранж | Брали участь у катуванні Лонґботомів та бійці у Відділі таємниць в Міністерстві магії. |
| Драко Мелфой                  | Під загрозою втратити власне життя, отримав від Волдеморта наказ вбити Албуса Дамблдора. Зробив дві невдалі спроби вбивства. Спромігся провести смертежерів у Гоґвортс. Третя спроба була зупинена Северусом Снейпом. Брав участь у битві за Гоґвортс. |
| Луціус Мелфой                 | Підкинув щоденник Тома Реддла (горокракс Волдеморта) Джіні Візлі. Зробив спробу напасти на Гаррі Поттера після того, як втратив ельфа-домовика Добі. Знущався над родиною маґлів під час Кубку світу з квідичу. Застосував закляття «Круціатус» проти члену ордену фенікса Стержиса Подмора. Брав участь у битві у Відділі таємниць Міністерства магії, після чого перебував у Азкабані. |
| Пітер Петіґру                 | Шпигував за Орденом фенікса для Волдеморта. Зрадив родину Поттерів, після чого інсценував власну загибель, підставивши Сіріуса Блека. Деякий час переховувався у родині Візлів під виглядом щура Скеберса. Після цього знайшов Темного Лорда, допоміг йому відновити сили, повернути тіло. |
| Торфін Роул                   | Нападав на Гаррі, Рона, Герміону. Брав участь в битві за Гоґвортс. |
| Треверс                       | Брав участь у вбивстві Маккінона (за свідченням Ігора Каркарофа). Брав участь у битві за Гоґвортс. |
| Якслі                         | |